# Jaguar F-Pace
El Jaguar F-Pace es un automóvil todocamino del segmento D desarrollado por el fabricante británico Jaguar Cars. Es un cinco plazas con carrocería de cinco puertas, motor delantero y tracción trasera o a las cuatro ruedas, cuyos principales rivales son los Alfa Romeo Stelvio, BMW X3, Audi Q5, Land Rover Discovery Sport, Mercedes-Benz Clase GLC, Porsche Macan y Volvo XC60.
El modelo de producción se presentó en el Salón del Automóvil de Frankfurt de 2015. El prototipo de este vehículo, fue C-X17 presentado en Stuttgart.
Es el primer todocamino de la marca, y fue construido sobre la plataforma del Jaguar XE. Emplea intensivamente aluminio en sus componentes estructurales, con el fin de reducir el peso con respecto al acero.

## Motorizaciones[2][3]
| Desplazamiento | Cilindrada  | Potencia          | Torque                     | Aspiración      | Tracción | 0-60 mph seg |
| -------------- | ----------- | ----------------- | -------------------------- | --------------- | -------- | ------------ |
| 2.0 L Diésel   | 4 cilindros | 180 hp @ 4000 rpm | 318 lb-pie @ 1750-2500 rpm | Turboalimentado | RWD, AWD | 8.2 s (AWD)  |
| 3.0 L Diésel   | 6 cilindros | 300 hp @ 4000 rpm | 516 lb-pie @ 2000 rpm      | Turboalimentado | AWD      | 5.8 s        |
| 3.0 L Gasolina | 6 Cilindros | 340 hp @ 6500 rpm | 332 lb-pie @ 4500 rpm      | Sobrealimentado | AWD      | 5.4 s        |
| 3.0 L Gasolina | 6 cilindros | 380 hp @ 6500 rpm | 332 lb-pie @ 4500 rpm      | Sobrealimentado | AWD      | 5.1 s        |